# Johann Lotharius Friedrich von Maltzahn
Johann Lotharius Friedrich von Maltzahn (også Moltzahn) (født 13. april 1719 på Schloss Grubenhagen i Mecklenburg-Schwerin, død 31. december 1756) var en tysk adelsmand i tjeneste som dansk diplomat.
Han var næstældste søn af Levin Joachim von Maltzahn til Grubenhagen i Mecklenburg. På mødrene side havde han formående slægt i Danmark, hvor allerede fra begyndelsen af det 14. århundrede medlemmer af hans familie var søgt hen. Han trådte da i dansk tjeneste, og efter i nogle år at have beklædt en hofcharge udnævntes han i 1751 til gesandt i Sankt Petersborg. Hvad der til denne post manglede ham i diplomatisk erfaring, erstattede han ved takt og iver, dertil var han en meget smuk mand, hvad kejserinde Elisabeth satte stor pris på, og det siges endog, at det kun afhang af ham at nyde hendes højeste gunst, men at han frabad sig den. I den gottorpske mageskiftesag udrettede han intet. Storfyrstens stædighed var vokset som følge af grev Rochus Friedrich zu Lynars mislykkede forsøg, storkanslerens gode vilje var vel ikke mindre end før, men han vovede ikke at drive på sagen af frygt for at lægge sig ud med tronfølgeren, og kejserindens indolens var for stor til, at hun kunne ville udøve noget tryk på storfyrsten. Kun storfyrstinden syntes efterhånden at blive bedre stemt for mageskiftet, men det var dog usikkert, om det hele ikke var forstillelse for at vinde storkansleren. Da kejserindens svagelighed truede med et tronskifte, fordoblede Maltzahn sine anstrengelser for at bringe det gottorpske spørgsmål til en gunstig løsning forinden. Derved pådrog han sig en forkølelse, som medførte hans død 31. december 1756. Der har været talt om forgiftelse, fremkaldt af forsmået kærlighed eller af medbejleres skinsyge, men intet i akterne bestyrker denne mistanke. Han var ikke gift.
Maltzahn var frimurer.